# Horisme gobiata
Horisme gobiata är en fjärilsart som beskrevs av Felder 1875. Horisme gobiata ingår i släktet Horisme och familjen mätare. Inga underarter finns listade i Catalogue of Life.